# カール・エンゲル
カール・ルドルフ・エンゲル（Karl Rudolf Engel, 1923年6月1日 - 2006年9月2日）は、スイス出身のピアノ奏者。

## 経歴
ビルスフェルデンの生まれ。1942年から1945年までベルン音楽院でパウル・バウムガルトナーに師事。その後パリに行き、1947年から翌年までエコールノルマル音楽院でアルフレッド・コルトーの指導を受けた。1951年にはフェルッチョ・ブゾーニ国際ピアノ・コンクールで三位、1952年にはエリザベート王妃国際音楽コンクールで二位入賞。1958年から1986年までハノーファー音楽演劇大学で教鞭を執り、1989年から世界各地でマスター・クラスを開いた。
ケルネにて没。